# Pima

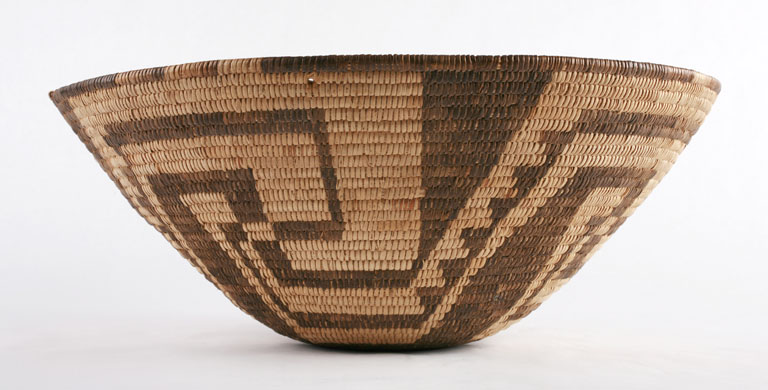
Akimel koszyka O'odham, z 20. wieku, w stałej kolekcji Muzeum Dziecięce w Indianapolis.

Pima, Pimowie (nazwa własna Akimel O'odham lub Aa'-tam, co znaczy „ludzie rzeki”, słowem Pima (pol. „nie wiem”) określali ich sąsiedzi nierozumiejący ich języka) – plemię Indian Ameryki Północnej z rodziny uto-azteckiej, zamieszkujące obszary nad rzekami Gila River i Salt w stanie Arizona oraz północnej części stanu Sonora w Meksyku. Potomkowie starożytnej kultury Hohokam, sprzymierzeni z plemieniem Tohono O’odham (Papagów, zwanych też „Ludem Fasoli”). Ponad sto pięćdziesiąt lat temu połączyli się z resztkami plemienia Maricopa, którzy zostali ze swych terenów wyparci przez własnych pobratymców z plemienia Mohave. Chociaż Pimowie i Maricopa mówili zupełnie innymi językami, oba plemiona od tamtej chwili żyją razem.
Pimowie od najdawniejszych czasów byli ludem osiadłym. Uprawiali fasolę, kukurydzę, dynię i inne warzywa. W czasach historycznych zaczęli uprawiać zboże i hodować bydło.
Powtarzające się najazdy łupieżcze wojowniczych plemion koczowniczych (przede wszystkim Apaczów) spowodowały wczesny upadek plemienia. Plemię znane z pokojowego trybu życia. W obronie swego terytorium bili się bohatersko; w walkach z Apaczami nie brali jeńców, zabijając nieprzyjaciół na miejscu, natomiast kobiety i dzieci oszczędzali, przyjmując do własnego plemienia. Nigdy nie skalpowali zabitych nieprzyjaciół, uważając ich – szczególnie Apaczów – za nosicieli złego ducha, a tym samym niegodnych dotykania po śmierci.
Pierwotnie Pimowie mieszkali w pueblach złożonych z domów z suszonej na słońcu cegły adobe, ale gdy puebla uległy zniszczeniu, zaczęli budować kopulaste domostwa oparte na szkielecie z giętych tyk obłożonych mułem zmieszanym ze słomą. Z niejasnych powodów uważali je za bezpieczniejsze i do dzisiaj Pimowie, Papagowie i Maricopa używają takich budowli jako magazyny i składy.
Pimańskie kobiety uchodziły (i jest tak też dzisiaj) za mistrzynie w wyplataniu koszy. Pimowie byli jednym z ostatnich plemion, które zarzuciło łuk na rzecz broni palnej.
Po wojnie meksykańskiej lat 1846–1848 plemię zostało otoczone opieką przez rząd Stanów Zjednoczonych. Dzisiaj żyją · wraz z Tohono O’odham i Maricopa – w rezerwatach w stanie Arizona, w większości w liczącej ok. 16 tys. mieszkańców społeczności Gila River Indian Community. Ich imię nosi hrabstwo i miasto w Arizonie. Jednym z żołnierzy amerykańskich, którzy wznieśli flagę amerykańską na wygasłym wulkanie dominującym nad wyspą Iwo Jima w czasie II wojny światowej, był Ira Hayes, Indianin z plemienia Pimów.